# Bufo torrenticola
Bufo torrenticola е вид жаба от семейство Крастави жаби (Bufonidae). Видът не е застрашен от изчезване.

## Разпространение
Разпространен е в Япония.

## Описание
Популацията на вида е стабилна.